# Fox Ridge
Fox Ridge är en bergstopp i Antarktis. Den ligger i Östantarktis. Australien gör anspråk på området. Toppen på Fox Ridge är 773 meter över havet.
Terrängen runt Fox Ridge är platt åt nordost, men åt sydväst är den kuperad. Trakten är obefolkad. Det finns inga samhällen i närheten.